# بازار تره‌بار

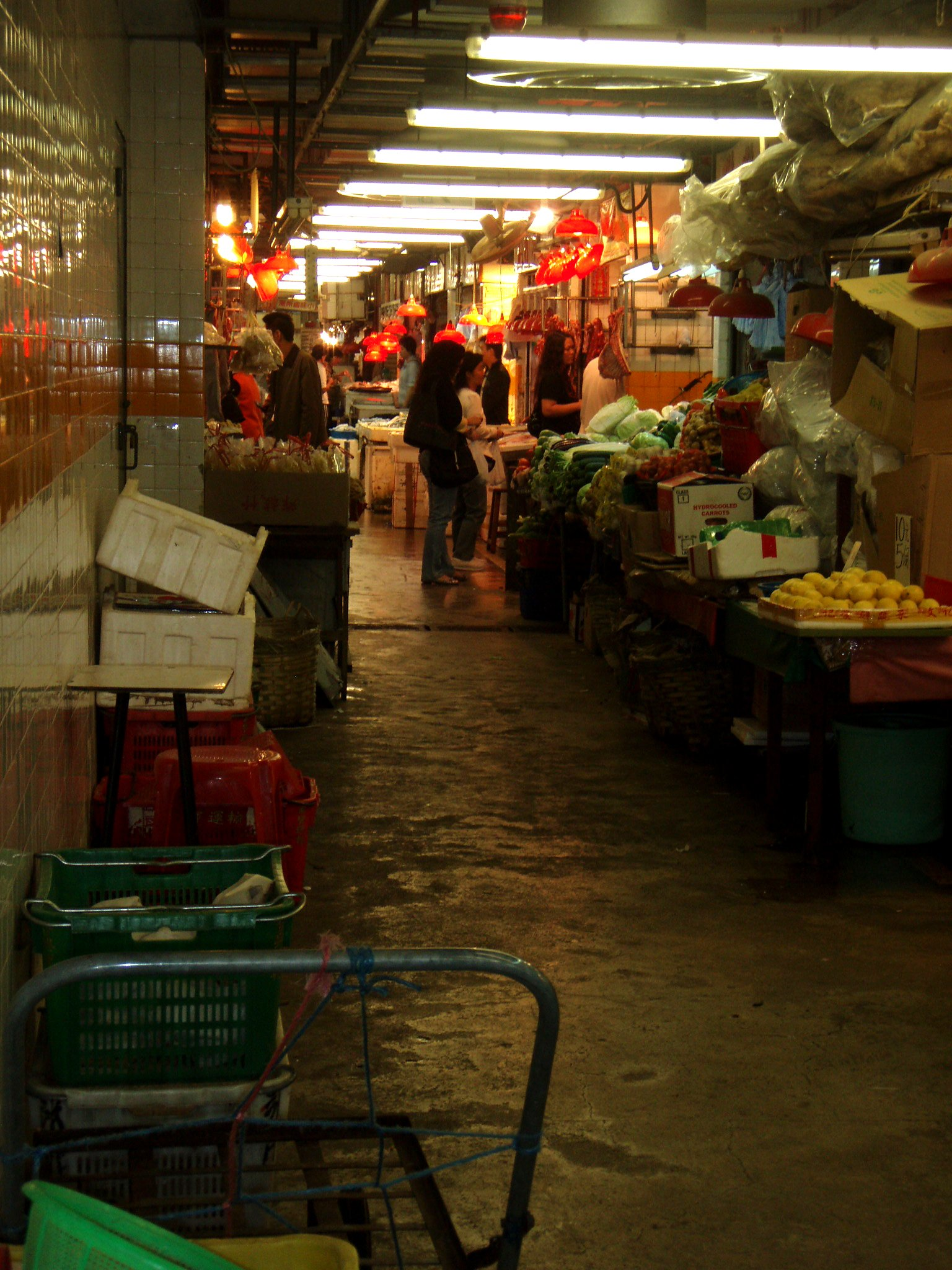
بازار تره‌بار در در هنگ‌کنگ

بازار تره‌بار بازاری است که میوه و تره‌بار تازه در آن فروخته می‌شود. گوشت، مرغ و ماهی تازه نیز در این بازارها عرضه می‌شوند.
در ایران به نوع بازار تره‌بار (در مقابل خشکبار) گفته می‌شود و در کشورهای شرق آسیا بازار تر نامیده می‌شوند چون با توجه به نوع فعالیت، زمین این بازارها معمولاً خیس است.

## نگارخانه

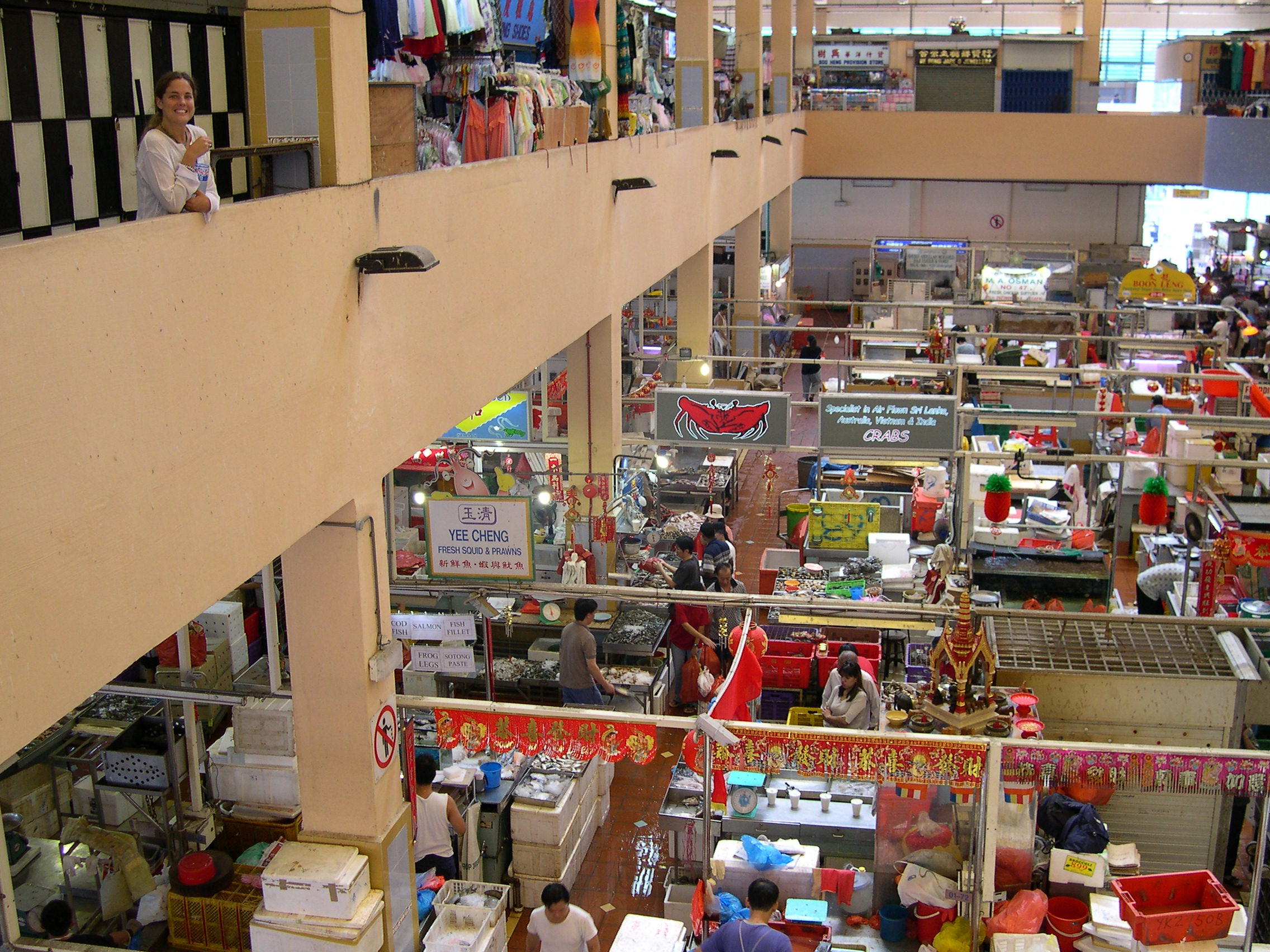
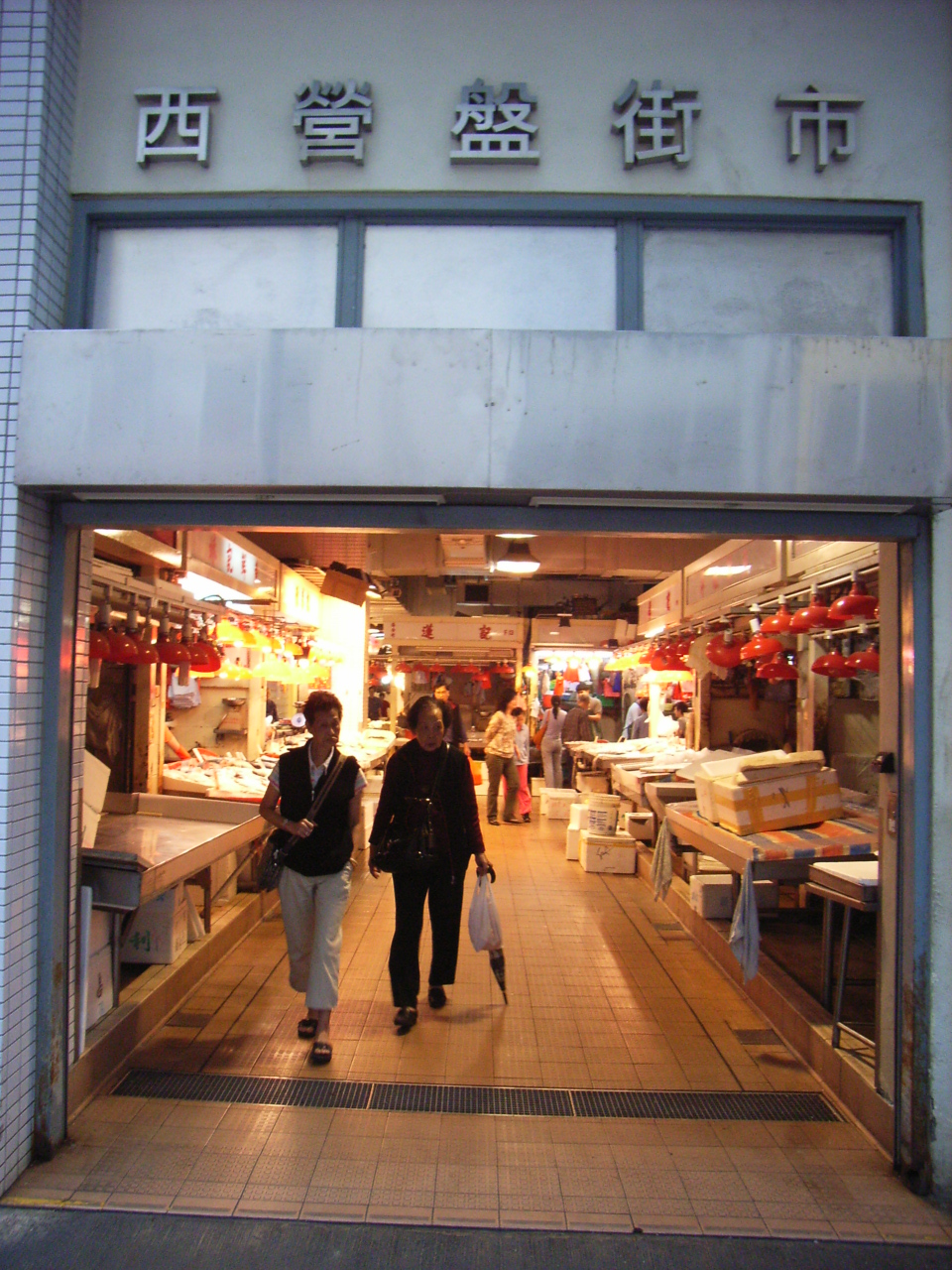
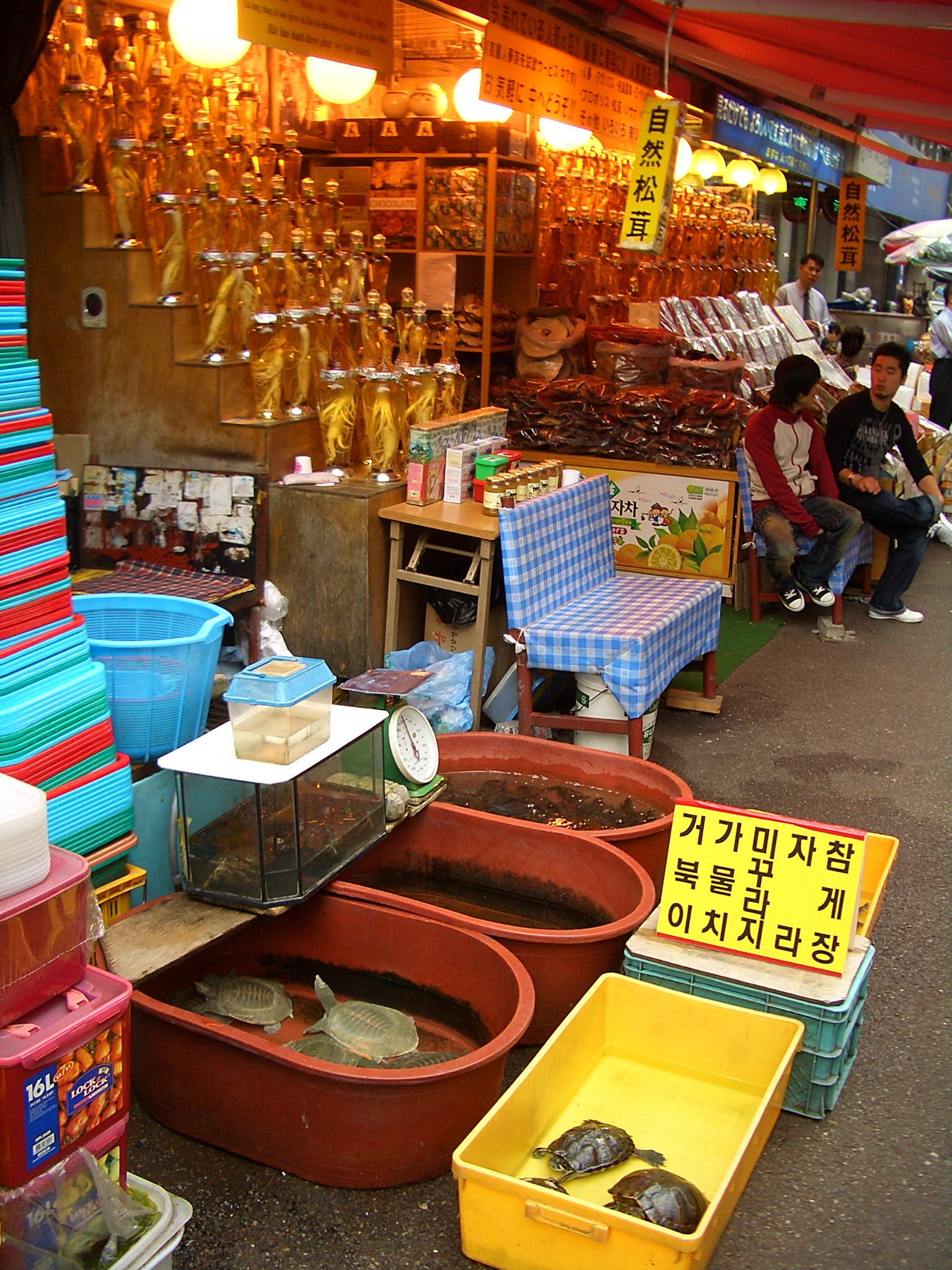